# Адамович Олександр Олександрович
Олекса́ндр Олекса́ндрович Адамо́вич (роки життя невідомі) — командир полку Дієвої армії Української Народної Республіки.

## Життєпис
Станом на 1 січня 1910 року — поручик 124-го піхотного Воронізького полку (м. Харків). У 1917 році — командир 420-го піхотного Сердобського полку (українізований у листопаді 1917 року). Останнє звання у російській армії — полковник.
У 1918 році — навесні 1919 року — командир 40-го пішого Ізюмського полку Армії Української Держави, згодом — Дієвої армії УНР. З 4 березня 1919 року — тимчасово приділений до штабу Північної групи Дієвої армії УНР. З 9 березня 1919 року — т. в. о. начальника 19-ї пішої дієвої дивізії Дієвої армії УНР.
Восени 1919 року дезертирував та перейшов на бік білих. Згодом виїхав до Сербії. 16 серпня 1920 року повернувся у Крим до Російської армії Петра Врангеля. Подальша доля невідома: серед тих, хто виїжджав з Криму у листопаді 1920 року, не згадується.